# Uromyces tenuicutis
Uromyces tenuicutis är en svampart som beskrevs av McAlpine 1906. Uromyces tenuicutis ingår i släktet Uromyces och familjen Pucciniaceae.   Inga underarter finns listade i Catalogue of Life.